# ACTUR
El Plan ACTUR (Actuaciones Urbanísticas Urgentes) era una modalidad urbanística estatal para actuaciones urgentes del Instituto Nacional de Urbanización (INUR), por procedimiento expropiatorio en puntos conflictivos, para subsanar el gran aumento demográfico y la falta de vivienda a partir de la década de 1960 en España.

## Historia
En la década de 1960, a pesar de la todavía en vigor Ley de Suelo de 1956, había un gran déficit de viviendas en las áreas urbanas y suburbanas de los grandes núcleos de población, como consecuencia de los Planes de Desarrollo, que produjeron las migraciones del campo a las ciudades. Por ello, siendo Ministro de la Vivienda Vicente Mortes Alfonso y director general de Urbanismo Antonio Linares Sánchez, se crearon las zonas ACTUR para las ciudades de Barcelona, Cádiz, Madrid, Sevilla, Valencia y Zaragoza.
Las ACTUR (Actuaciones Urbanísticas Urgentes) fueron puestas en marcha mediante el Decreto-Ley 7/1970 de 27 de junio (BOE n. 155) y tuvieron como finalidad disponer de suelo urbanizado a precio razonable para satisfacer la necesidad de viviendas sociales en las grandes concentraciones urbanas, especialmente en Madrid y Barcelona. No obstante, el propio Decreto-Ley preveía su utilización en otras ciudades, previa declaración de esta necesidad mediante Decreto: de este modo se previeron ACTUR en Lakua, Vitoria (Decreto 2559/1971 de 14 de octubre: BOE n.256); Cádiz, Sevilla y Zaragoza (Decreto 734/1971: BOE n. 93) y Valencia (Decreto 2562/1971: BOE n. 256). 
De acuerdo con el Decreto-Ley 7/1970, la delimitación del suelo en que se realizaría la ACTUR debía ser aprobado (caso de Madrid y Barcelona) o por la Comisión Central de Urbanismo (en las demás ciudades), incluyendo el volumen máximo de edificabilidad prevista. La aprobación de la delimitación suponía la declaración de utilidad pública de la actuación y consiguiente expropiación de los terrenos. Con independencia de que los terrenos de la ACTUR estuviesen, o no, en un municipio que contase con planeamiento urbanístico, podría tramitarse el correspondiente Plan Parcial y Proyecto de Urbanización, incluyendo en su caso modificación del Plan General vigente.
El preámbulo del Decreto-Ley incluía unos objetivos de orden urbanístico que, con más o menos fortuna, estuvieron presentes en la ordenación de los ACTUR; en concreto el citado preámbulo señalaba que "Con estas nuevas actuaciones se pretende además de hacer posible la formación de unidades urbanísticas integradas, en las que puedan construirse viviendas destinadas a familias con diferentes niveles de ingreso y, muy en especial, a los trabajadores dotando a las barriadas que se construyan de todo el equipo colectivo y los servicios complementarios que requiere la vida moderna y de la reserva de los espacios adecuados para la instalación de actividades productivas que ofrezcan puesto de trabajo a su población activa". 

## Localidades

### Cartuja de Sevilla
El Plan Especial del ACTUR de La Cartuja, realizado por la Consejería de Obras Públicas y Transportes de la Junta de Andalucía proyectado entre 1985 y 1987. Se formuló el Esquema de Ordenación del Conjunto del ACTUR (1130 hectáreas) con objeto de consolidar el carácter público del suelo y sentar las bases para la ordenación de todos los sectores que en él se definían: avenidas, Chapina, suelos del muro de defensa de la margen derecha, margen izquierda del meandro de San Jerónimo y, la llamada "isla de la Cartuja" destinada al Parque Metropolitano de la Cartuja.
El Esquema de Ordenación se redactó en 1986 en el seno de los trabajos que el Gabinete de Estudios Metropolitanos realizaba para la coordinación urbanística general del área metropolitana de Sevilla, ejecutado con rapidez por la designación de la ciudad como sede de la Exposición Universal para 1992. Ambos documentos incluyeron en sus condiciones básicas los programas de necesidades de la Exposición Universal, cuyo recinto albergaría el Parque en su mitad sur:
- El paso del Guadalquivir en viaducto sobre la Cartuja, entre Camas y San Lázaro, actuales puentes del Alamillo y de Itálica.
- La apertura del cauce histórico del río en Chapina y el nuevo acceso desde La Pañoleta a Plaza de Armas.
- El eje viario de la margen derecha del río, entre Santiponce y Puebla del Río.
- La variante norte del ferrocarril de Huelva.
- El parque de La Cartuja; señalándose las zonas de ubicación de la Exposición Universal, los jardines del Guadalquivir y el núcleo central del parque.

### Tres Cantos
El ACTUR de Tres Cantos (Madrid) se creó por el Decreto/Ley 1321/1971 de 3 de junio. En su preámbulo se declara que: 'La intensa presión demográfica, especialmente migratoria, dirigida hacia Madrid y su entorno, la grave situación de congestión urbanística en todos los niveles, así como las limitadas reservas de suelo urbanizado existente en el Área Metropolitana de Madrid, constituyen uno de los principales problemas que se plantean en nuestro país. En efecto, la población actual de Madrid se calcula en unos tres millones quinientos mil habitantes, y las previsiones estadísticas arrojan la cifra de siete millones de habitantes para el año dos mil. Sin embargo, el Plan General de Ordenación Urbana del Área Metropolitana de Madrid de mil novecientos setenta y uno establece que los incrementos de población deben de ser absorbidos de modo que la población de Madrid no llegue en ningún momento a superar los cuatro millones quinientos mil habitantes, el resto debe ser absorbido por los núcleos que constituyen actualmente el Alfoz del Área Metropolitana. Estas razones exigen soluciones de máxima urgencia, de gran alcance y extensión, que tengan por objeto una intensa preparación del suelo urbanizado que permita en el futuro la construcción masiva de viviendas dentro de un ámbito urbano digno y adecuado, dotado de los necesarios servicios que, en lo físico, se refieran a las grandes obras de infraestructura y, en lo sociológico, a las dotaciones complementarias que los tiempos actuales exigen dentro de una estructura urbanística adecuada.'
- 22 de septiembre de 1971: Se aprueba el plan parcial de la ACTUR de Tres Cantos, llamada así por la proximidad al vértice topográfico de ese nombre. El proyecto proponía 36 000 viviendas para alojar a 150 000 habitantes y una zona industrial que ofrecería hasta 40 000 puestos de trabajo.
- 29 de noviembre de 1971: Se expropia el suelo por orden del Ministerio de Vivienda de unos terrenos al norte de Madrid, cerca de Colmenar Viejo. La zona constaba de un apeadero Madrid-Burgos para los habitantes diseminados (agricultores, ganaderos etc), la urbanización de los años 60 Valdecastellanos (actualmente urbanización El Pinar) el colegio Pinosierra y los estudios de cine Verona.
- 1973: Se termina la expropiación y empiezan a entrar las máquinas en los terrenos, pasando por varias dificultades, quedando a finales de año terminado el movimiento de tierras.
- 1976: Se crea, por orden de las administraciones, la empresa Tres Cantos S.A (TCSA) que se encargaría de construir y financiar el proyecto de acuerdo con el plan general de la ACTUR de 1971.
- 1979: Se finaliza la urbanización de las calles y se comienza a construir las primeras viviendas de Tres Cantos.
- 1980: Tres Cantos S.A convoca un concurso para dar nombres a las calles, plazas y sectores de la ACTUR.
- 1982: Se terminan las viviendas en el sector Pintores, siendo el primer vecino de la ciudad un tal Francisco Ramírez y también se inaugura el primer colegio público de enseñanza, llamado Tres Cantos (actual Gabriel García Márquez).

Este mismo año, la ACTUR de Tres Cantos se ve paralizada por un claro desinterés de las administraciones y la falta de dinero. Se rumoreó por aquel entonces dinamitarlo todo y convertir los terrenos en pastizales.
- 1983: Tras un año de paro del proyecto se decide retomarlo, si bien se redacta un nuevo plan general que cumpla diferentes requisitos tales como: reducir las dimensiones de la ciudad de forma considerable, potenciándose la construcción de adosados, recalificando zonas verdes (con el recorte de casi la mitad del terreno del parque central) y se aumenta la zona industrial, con la instalación del Parque tecnológico de Madrid. Nace la Asociación de Vecinos de Tres Cantos para aglutinar y canalizar las reivindicaciones de los vecinos: farmacias, centro de salud, institutos, transporte, etc. En noviembre empieza a funcionar la primera línea de autobuses Tres Cantos-Madrid: uno cada hora.
- 1984: Se finaliza el consultorio médico. Se finaliza la primera fase y tan solo dos sectores de la segunda, debido a que las cooperativas carecían de dinero para construir un sector entero, la única cooperativa que lo hizo fue COPRODIMA (Sector embarcaciones)
- 1986: Es redactado el nuevo Plan General de Tres Cantos dividido en tres fases de actuación.
- 1987: Es inaugurada la iglesia de Santa Teresa, el primer centro de culto de la ciudad.
- 1988: Comienza la construcción del Parque Central. Es inaugurada por los Reyes de España la empresa AT&T (American Telephone & Telegraph Company), lo que hace que las empresas pertenecientes al campo de nuevas tecnologías fijen su atención en Tres Cantos. Se comienza a construir el PTM (Parque Tecnológico de Madrid).
- 15 de febrero de 1988: El Ayuntamiento de Colmenar Viejo, la Junta de distrito de Tres Cantos y Tres Cantos S.A, firman el llamado Convenio para la Regularización de Servicios Municipales y Procesos de Equipamiento del Núcleo de Tres Cantos. Comienza la construcción de la segunda fase.
- 11 de marzo de 1988: El pleno del Ayuntamiento de Colmenar Viejo aprueba la incoación del expediente de segregación del núcleo de Tres Cantos del propio término municipal de Colmenar Viejo.
- 12 de agosto de 1988: Se crea la junta municipal de Tres Cantos. Su presidente será Antonio Osuna.
- 11 de enero de 1990: Tres Cantos, la urbanización Soto de Viñuelas y población diseminada cuentan con 12 800 habitantes. Se aprueba el plan parcial de la zona centro que incluye la actual casa consistorial y la casa cultural.
- agosto de 1990: Se abre el primer centro de salud en la ciudad.
- 21 de marzo de 1991: El Boletín Oficial de la CAM pública el decreto 15/1991 por el que se aprueba la segregación de parte del término municipal de Colmenar Viejo para crear un nuevo municipio llamado Tres Cantos. Gana las elecciones el partido TCU (Tres Cantos Unido). Antonio Osuna es elegido alcalde.
- abril de 1991: Se comienza a dotar el municipio 179 de la CAM de servicios públicos y dotaciones básicas, así como de un recinto ferial y de 336 viviendas nuevas. Se finaliza el Sector Planetas con la puesta en marcha de la nueva casa de la cultura "Enrique Más" (Actual CEIP Ciudad de Nejapa).
- 1992: Se construye la Plaza Mayor o Plaza Central.
- 1993: Se inaugura la Estación de RENFE, así como el centro comercial "La Rotonda" y el recinto ferial.
- 1996: Se finalizan la Casa de la cultura, la Casa Consistorial, la Zona Centro y la Segunda fase.
- 1997: Se inauguran el Polideportivo de la Luz y el tercer carril de la M-607. Se inicia la Operación asfalto, ya que el pavimento ha quedado en mal estado debido a las obras que se han llevado a cabo en la ciudad para la construcción de viviendas.
- 1998: Se instala el alumbrado en la M-607 entre Madrid y Colmenar Viejo, se finaliza el Parque Central y con ello, se considera finalizada la ciudad dentro de lo acordado en el plan ACTUR, por lo que es inaugurada por el presidente de la CAM.

Proyectos después de finalizar la ACTUR de Tres Cantos
- 1995: Se redacta un Plan Parcial para ampliar la ciudad hacia el norte, al que no se daría luz verde hasta 2006, debido a la política de "crecimiento cero" del alcalde José Luis Rodríguez Eyre (1995-1996 (moción de censura) dando por hecho que la ciudad ya estaba completa en sí misma.
- 1999: Finalización de la piscina cubierta municipal de Tres Cantos.
- 2000: Se somete a una remodelación la urbanización Soto de Viñuelas.
- 2001: Se finaliza la Iglesia St. María Madre de Dios, en la segunda fase.
- 2002: Se dan por concluidas las reformas en el Soto de Viñuelas.
- 2003: Nuevo sector Cineastas, en la primera fase. Este sector se compone de un total de 500 viviendas. Se inaugura el centro comercial "Ciudad de Tres Cantos".
- 2006: Se aprueba el plan parcial de Tres Cantos, ampliando la ciudad hacia el norte. El plan contempla la creación de 7743 nuevas viviendas, para dar alojo a unos 25 000 habitantes, aumentando así más del 50 % la población de la ciudad hasta unos 65 000 habitantes. Se finaliza el segundo centro de salud de Tres Cantos, ubicado en la segunda fase.
- 2007: Se comienza a urbanizar, siguiendo el Plan Parcial, llamado AR Nuevo Tres Cantos.
- 2008: No llega a ser finalizada, aunque estaba prevista, la Pista de Atletismo.

### Zaragoza
En el caso de la ciudad de Zaragoza, las actuaciones de construcción de vivienda se llevaron a cabo en la margen izquierda del Ebro, zona de la ciudad apenas habitada entonces. 
- 1967: Se construye el Puente de Santiago sobre el Ebro para dar una nueva salida a la expansión de la ciudad en la margen izquierda.
- 1972: El Ministerio de la Vivienda aprueba la delimitación de los terrenos por Decreto/Ley 360/72 de 28 de enero (BOE 22-II-1972). Se expropian 665 hectáreas, con una previsión de capacidad residencial de entre 150 000 y 200 000 habitantes.
- 1980: Todavía estaban terminándose las obras de urbanización con bastante retraso, lo que puso en entredicho el carácter «urgente» de la actuación, periodo en el que también se discutió la utilización de terrenos de la huerta de Juslibol, núcleo que vio desaparecer bajo el asfalto los recursos claves de su economía tradicional.
- 22 de marzo de 1985: Don Manuel López, Don José Luis Guardingo y Don José Mª Alcalá se constituyen como Comisión Organizadora para impulsar la creación de la Asociación de Vecinos “ Rey Fernando”[3] del polígono Actur. Los Estatutos son aprobados por el Gobierno Civil de Zaragoza el 15 de abril de 1985.
- 1987: La Asociación de Vecinos “Rey Fernando” exige iluminación en las áreas 7 y 15, la construcción de dos pasarelas peatonales sobre la carretera de Huesca, la construcción de un Centro Cultural en el barrio y el arreglo del muro de contención sobre el río Ebro.
- 1990: Se construye el centro comercial PRYCA (que se convirtió en Carrefour en el año 2000), formando la segunda zona comercial (después del pasaje de KASAN) del barrio.
- 1997: Diversas asociaciones recogen firmas en contra del Proyecto de Amplificador de Energía mediante residuos nucleares (Rubbiatron), que se pretendía instalar en el Actur y que finalmente concluyó, en 1999, con el rechazo a la instalación en la ciudad. Además, ese mismo año, se termina de construir Gran Casa, el segundo centro comercial del barrio.
- Enero de 2000: El Gobierno de Aragón planificó una serie de actuaciones urbanísticas, en la línea de crecimiento de la ciudad con la aprobación de un Plan Parcial para el barrio. Este plan consistía en la construcción de 2000 Viviendas de Protección Oficial en los suelos comprendidos en el entorno de las nuevas instalaciones de la Universidad y la Carretera de Huesca como segunda fase del proyecto denominado «Parque Goya».

Se crean además en los siguientes años el Centro Politécnico Superior, el Instituto Tecnológico de Aragón, el Instituto de Carboquímica del CSIC y el Centro Europeo de Empresa e Innovación de Aragón
- 2005: Empiezan las obras del rascacielos de oficinas World Trade Center Zaragoza,[6] que terminaron dos años después, convirtiéndose en uno de los edificios más altos de la ciudad. Ese mismo año también se crean las pistas de Atletismo del Centro Aragonés del Deporte.
- 2007: Se termina de construir el carril-bus en las dos vías principales del barrio.
- 2008: En febrero se inaugura el Centro de Salud Amparo Poch[7] sustituyendo al ACTUR Norte. Se construyen el Puente de Picasso (o del Tercer Milenio) que enlaza el barrio ACTUR - Rey Fernando con La Almozara y Delicias, junto con dos puentes peatonales (Pasarela del Voluntariado y Pabellón-Puente), actuaciones que se llevaron a cabo con motivo de la construcción del recinto de Expo Zaragoza 2008: Agua y Desarrollo sostenible en los terrenos del meandro de Ranillas. Fue precisamente este evento el que aportó al barrio las instalaciones que todavía no habían sido construidas (como, por ejemplo, un polideportivo cubierto) y que permitió la construcción del Palacio de Congresos y del rascacielos Torre del Agua.

- 2013: Se inauguró la segunda fase de la L1 del Tranvía de Zaragoza, que conecta el barrio con Parque Goya al norte, y el Centro, Romareda, Casablanca y Valdespartera al sur.